# Sardinienkrokus
Crocus minimus är en irisväxtart som beskrevs av Dc.. Crocus minimus ingår i släktet krokusar, och familjen irisväxter. Inga underarter finns listade i Catalogue of Life.

## Bildgalleri

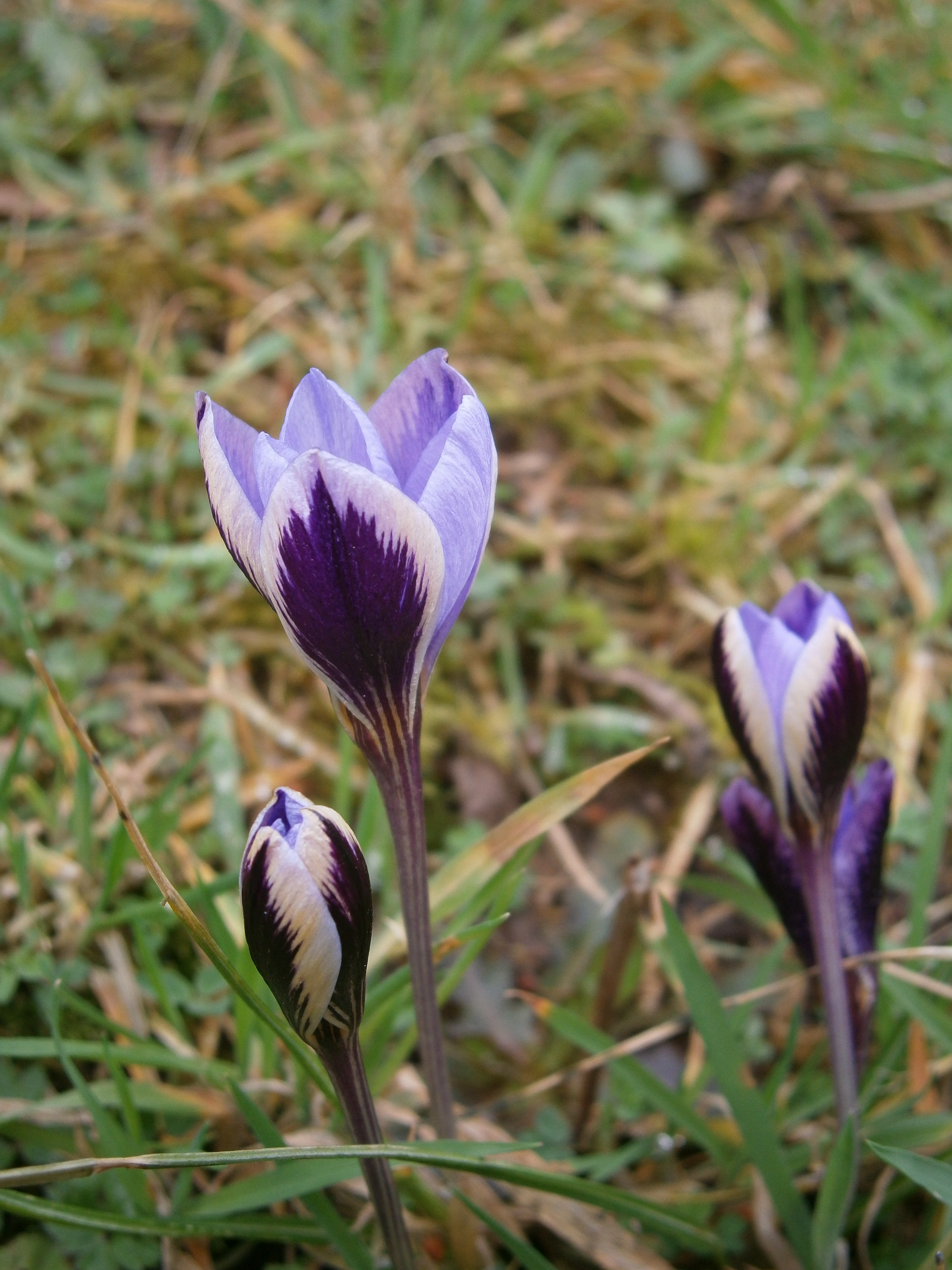
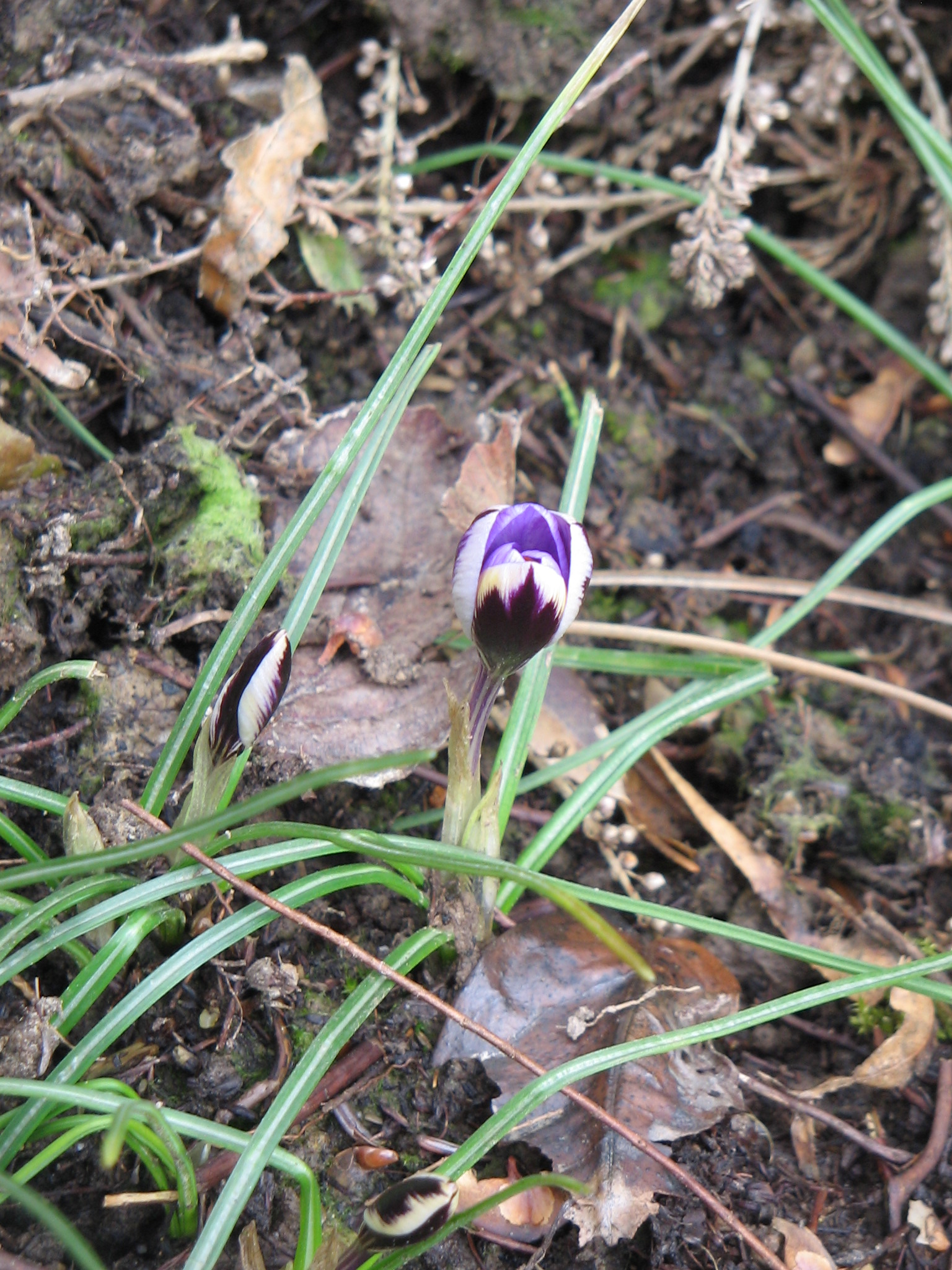
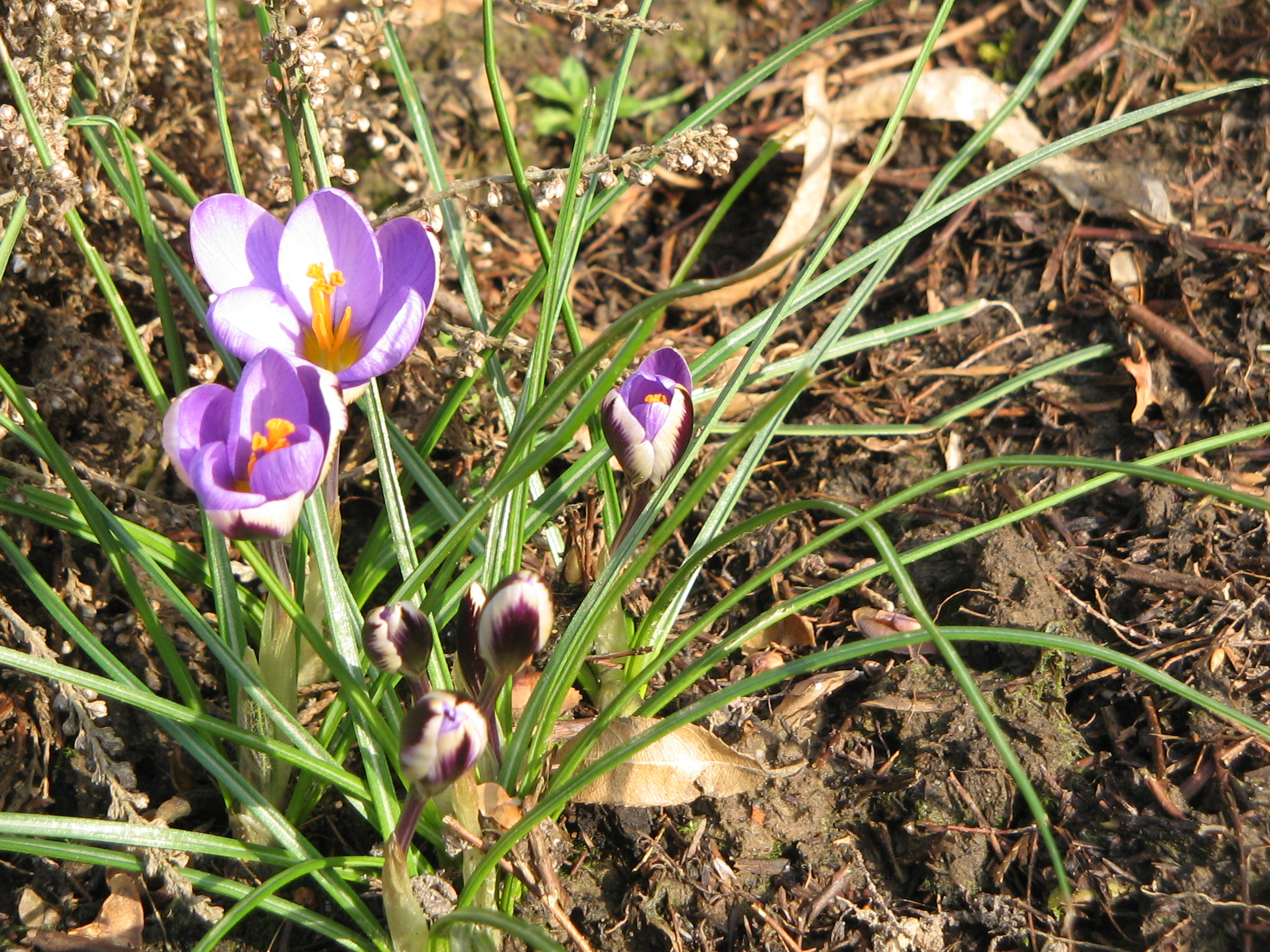
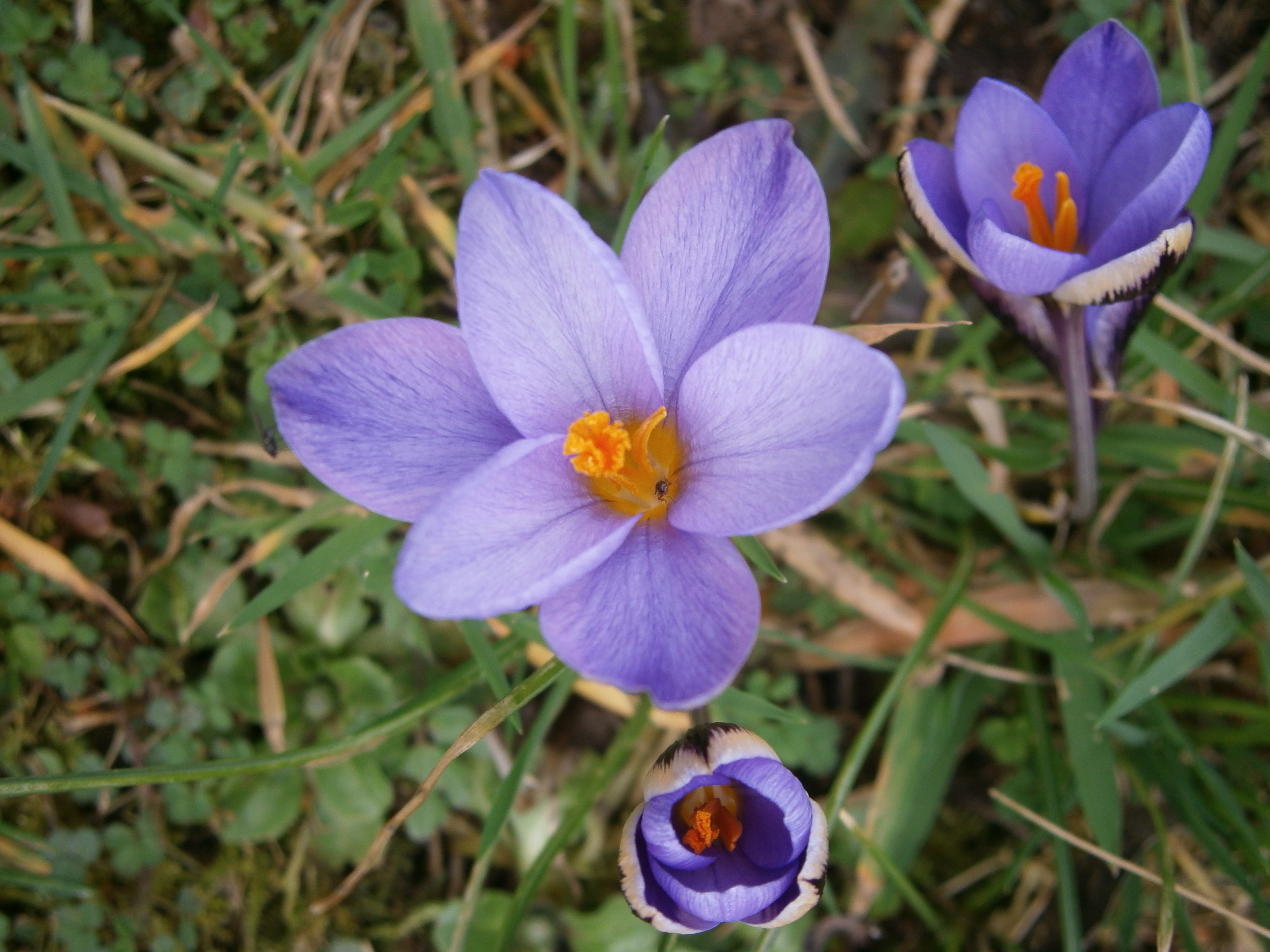